# Rentgine
A Rentgine egy magyar fejlesztésű, felhőalapú szoftvermegoldás, amely a járműkölcsönzők napi működését segíti. Kezelőfelülete bármilyen eszközről elérhető, ami rendelkezik internet-hozzáféréssel. A szoftver a nemzetközi piacra készült, támogatja a többnyelvűséget is.

## A Rentgine leírása
A Rentgine egy bérléskezelő rendszer, ami elérhető magyar, angol és spanyol nyelven egyaránt. A SaaS fejlesztések, más néven on-demand szoftverek kategóriájába tartozik.
Funkcióival a járműkölcsönzők digitális működését segíti elő. Intelligens naptárral és olyan automatizációkkal rendelkezik, amik lehetővé teszik a papír nélküli gépjárműkiadást, az ügyféladatok digitális nyilvántartását, az automatikus szerviz- és karbantartási figyelmeztetések működését, az egyedi árazást és az automatikus szerződéskitöltést. 
Dokumentumkezelőjével testre szabható bérleti szerződések szerkeszthetők, és a digitális aláírást  is támogatja a szoftver.
A Rentgine magyarországi felhasználói számára Számlázz.hu integrációt  kínál, aminek köszönhetően a számlakiállítás is elvégezhető a Rentgine-ben.
Bizonyos fokú testreszabást is támogat a szoftver: egyes előfizetési csomagokban lehetősége van a felhasználóknak egyedi mezők beállítására.
Mind a magyar, mind a külföldi járműkölcsönző cégek számára elérhető 30 napos próbaidőszak, aminek keretein belül díjmentesen használható a szoftvert.

## Elismerések
A Rentgine bekerült a Software World 2024-es toplistájába, amelyben a legjobb ingyenes autókölcsönző szoftverek szerepelnek. 